# ITF Surbiton
Das ITF Surbiton ist ein Tennisturnier der ITF Women’s World Tennis Tour, das in Surbiton ausgetragen wird. Veranstaltungsort des Turniers ist der Surbiton Racket and Fitness Club.

## Siegerliste

### Einzel
| Jahr | Kategorie | Siegerin                | Finalgegnerin        | Ergebnis              |
| ---- | --------- | ----------------------- | -------------------- | --------------------- |
| 1997 | $25.000   | Tamarine Tanasugarn     | Aleksandra Olsza     | 5:7, 7:6, 5:0 Aufgabe |
| 1998 | $25.000   | Amélie Cocheteux        | Seda Noorlander      | 6:2, 6:4              |
| 1999 | $25.000   | Tamarine Tanasugarn     | Surina de Beer       | 6:4, 5:7, 6:2         |
| 2000 | $25.000   | Louise Latimer          | Tamarine Tanasugarn  | 7:5, 6:3              |
| 2001 | $25.000   | Rika Fujiwara           | Kristina Brandi      | 6:3, 6:3              |
| 2002 | $25.000   | Janet Lee               | Laura Granville      | 4:6, 6:4, 6:4         |
| 2003 | $25.000   | Kristina Brandi         | Cho Yoon-jeong       | 6:1, 6:3              |
| 2004 | $25.000   | Akiko Morigami          | Anna Tschakwetadse   | 6:4, 1:6, 6:1         |
| 2005 | $25.000   | Kristina Brandi         | Laura Granville      | 6:3, 6:1              |
| 2006 | $25.000   | Kristina Brandi         | Laura Granville      | 7:5, 6:0              |
| 2007 | $25.000   | Brenda Schultz-McCarthy | Ayumi Morita         | 4:6, 6:4, 7:65        |
| 2008 | $50.000   | Marina Eraković         | Anne Keothavong      | 6:4, 6:2              |
| 2015 | $50.000   | Witalija Djatschenko    | Naomi Osaka          | 7:65, 6:0             |
| 2016 | $50.000   | Marina Melnikowa        | Stéphanie Foretz     | 6:3, 7:66             |
| 2017 | $100.000  | Magdaléna Rybáriková    | Heather Watson       | 6:4, 7:5              |
| 2018 | $100.000  | Alison Riske            | Conny Perrin         | 6:2, 6:4              |
| 2019 | W100      | Alison Riske            | Magdaléna Rybáriková | 6:75, 6:2, 6:2        |
| 2022 | W100      | Alison Van Uytvanck     | Arina Rodionova      | 7:63, 6:2             |
| 2023 | W100      | Yanina Wickmayer        | Katie Swan           | 2:6, 6:4, 7:61        |

### Doppel
| Jahr | Kategorie | Siegerinnen                                             | Finalgegnerinnen                                        | Ergebnis                            |
| ---- | --------- | ------------------------------------------------------- | ------------------------------------------------------- | ----------------------------------- |
| 1997 | $25.000   | Catherine Barclay Kerry-Anne Guse                       | Debbie Graham Kristine Kunce                            | 3:6, 6:4, 7:6                       |
| 1998 | $25.000   | der Wettbewerb wurde nicht gespielt                     | der Wettbewerb wurde nicht gespielt                     | der Wettbewerb wurde nicht gespielt |
| 1999 | $25.000   | Rika Hiraki / Linda Wild Julie Pullin / Lorna Woodroffe | Rika Hiraki / Linda Wild Julie Pullin / Lorna Woodroffe | nicht gespielt                      |
| 2000 | $25.000   | Trudi Musgrave Bryanne Stewart                          | Caroline Dhenin Francesca Lubiani                       | 3:6, 6:3, 6:1                       |
| 2001 | $25.000   | Julie Pullin Lorna Woodroffe                            | Kim Grant Lilia Osterloh                                | 7:63, 7:5                           |
| 2002 | $25.000   | Julie Pullin Lorna Woodroffe                            | Esmé de Villiers Irina Seljutina                        | 6:2, 6:2                            |
| 2003 | $25.000   | Shinobu Asagoe Nana Miyagi                              | Bethanie Mattek Lilia Osterloh                          | 7:611, 3:6, 6:4                     |
| 2004 | $25.000   | Leanne Baker Nicole Sewell                              | Surina de Beer Karen Nugent                             | 2:6, 7:5, 7:66                      |
| 2005 | $25.000   | Rika Fujiwara Saori Obata                               | Jennifer Hopkins Mashona Washington                     | 4:6, 6:4, 6:2                       |
| 2006 | $25.000   | Casey Dellacqua Trudi Musgrave                          | Hsieh Su-wei Tamarine Tanasugarn                        | 6:3, 6:3                            |
| 2007 | $25.000   | Karen Paterson Melanie South                            | Elena Baltacha Naomi Cavaday                            | 6:1, 6:4                            |
| 2008 | $50.000   | Julie Ditty Abigail Spears                              | Sarah Borwell Elizabeth Thomas                          | 7:62, 6:2                           |
| 2015 | $50.000   | Ljudmyla Kitschenok Xenia Knoll                         | Tara Moore Nicola Slater                                | 7:66, 6:3                           |
| 2016 | $50.000   | Sanaz Marand Melanie Oudin                              | Robin Anderson Alison Bai                               | 6:4, 7:5                            |
| 2017 | $100.000  | Monique Adamczak Storm Sanders                          | Chang Kai-chen Marina Eraković                          | 7:5, 6:4                            |
| 2018 | $100.000  | Jessica Moore Ellen Perez                               | Arina Rodionova Yanina Wickmayer                        | 4:6, 7:5, [10:3]                    |
| 2019 | W100      | Jennifer Brady Caroline Dolehide                        | Heather Watson Yanina Wickmayer                         | 6:3, 6:4                            |
| 2022 | W100      | Ingrid Neel Rosalie van der Hoek                        | Fernanda Contreras Catherine Harrison                   | 6:3, 6:3                            |
| 2023 | W100      | Sophie Chang Yanina Wickmayer                           | Alicia Barnett Olivia Nicholls                          | 6:4, 6:1                            |

## Quelle
- ITF Homepage